# النفط المتبقي
النفط المتبقي (بالإنجليزية: Residual oil)‏ هو نفط موجود بتراكيز منخفضة بشكل طبيعي أو في حقول نفط مستنفدة. غالباً ما يتم خلطه بالماء، لا يمكن استعادته بالطرق التقليدية. ومع ذلك، يمكن استعادة جزء منه باستخدام استرداد النفط بثاني أكسيد الكربون المعزّز والذي يتم فيه حقن غاز ثاني أكسيد الكربون في البئر المستهدف لتقليل اللزوجة وتعزيز تدفق الزيت. هذه التقنية ليست حديثة، ولكنها لم تُستخدم على نطاق واسع في المواقع التي تتضمن زيوت متبقية أو مترسّبة، رواسب البترول منخفضة الجودة مثل تلك التي تتواجد في حدود 40 ميلاً مربعاً في حوض بيرميان بولاية تكساس، والتي استأجرتها تيني كمالابو (بالإنجليزية: Tiny Kamalabo)‏. هذه التقنية محدودة بمدى توافر غاز ثاني أكسيد الكربون. يتم حقن غاز ثاني أكسيد الكربون وإعادة تدويره لعدة مرات بقدر الإمكان، وعند نهاية العمر الافتراضي للخزان المستنفذ، يتم تخزينه. تقدّر احتياطيات الولايات المتحدة من النفط المتبقي بـ 100 مليار برميل.
مع هذا القدر الكبير من النفط الراسب أو المتبقي، فاستصلاحه وتحديثه لا يساعد فقط في تلبية احتياجات الطلب من النفط، ولكن أيضاً يعظّم أرباح المصافي النفطية. يعتبر البحث عن وسائل أخرى فعّالة ومتاحة كخيارات لاستخراج الوقود ذو القيمة العالية من المواد غير المرغوب فيها أمراً جاذب من ناحية اقتصادية. بعض الطرق الأخرى المستخدمة لترقية الزيت المتبقي هي نزع الأسفلت، التكويك، التكسير بالهيدروجين، المعالجة المائية للمخلّفات، التكسير الحفزي للسوائل، وتكسير اللزوجة في وحدة التكسير اللزجة. والطريقة الأخرى لتحسين والتعامل مع استخدام لـ عملية إزالة المواد المتطايرة (أو التحلل الحراري) وذلك بغرض فصل الزيت عالي الجودة والمواد الأسفلتية.